# Gina Mastrogiacomo
 (avril 2025).
Si vous disposez d'ouvrages ou d'articles de référence ou si vous connaissez des sites web de qualité traitant du thème abordé ici, merci de compléter l'article en donnant les références utiles à sa vérifiabilité et en les liant à la section « Notes et références ».
Gina Mastrogiacomo (Long Island, 5 novembre 1961 - Californie, 2 mai 2001) est une actrice américaine, naturalisée italienne grâce à son mari.
Dernière de quatre sœurs, elle meurt peu de temps avant l'âge de 40 ans d'une infection du cœur.

## Filmographie
- 1989 : Alien Space Avenger de Richard W. Haines
- 1990 : Les Affranchis de Martin Scorsese
- 1991 : Y a-t-il un flic pour sauver le président ?
- 1998 : Urgences (saison 4, épisode 22)
- 2000 : X-Files (saison 7, épisode 16)